# Ranelagh (métro de Paris)
Pour les articles homonymes, voir Ranelagh.
Ranelagh est une station de la ligne 9 du métro de Paris, située dans le 16e arrondissement de Paris.

## Situation
La station est implantée au sud du quartier de la Muette à sa limite avec le quartier d'Auteuil. Elle se trouve sous l'avenue Mozart, entre la rue du Ranelagh et la rue de l'Assomption. Approximativement orientée selon un axe nord-est/sud-ouest, elle s'intercale entre les stations Jasmin et La Muette.

## Histoire
La station est ouverte le 8 novembre 1922 avec la mise en service du premier tronçon de la ligne 9, entre les terminus provisoires de Trocadéro et d'Exelmans.
Elle doit sa dénomination à sa proximité avec la rue du Ranelagh, ainsi baptisée parce qu'elle débouche à son extrémité occidentale sur le jardin du même nom, lui-même nommé d'après Richard Jones, dit Lord Ranelagh (1641-1712), homme politique et diplomate irlandais.
Dans le cadre du programme « Renouveau du métro » de la RATP, les couloirs de la station et l'éclairage des quais sont rénovés le 28 avril 2004.

### Fréquentation
Selon les estimations de la RATP, la station a vu entrer 2 314 539 voyageurs en 2019, ce qui la place à la 222e position des stations de métro pour sa fréquentation sur 302,. En 2020, avec la crise du Covid-19, son trafic annuel tombe à 1 234 203 voyageurs, la classant alors au 206e rang, avant de remonter progressivement en 2021 avec 1 779 206 entrants comptabilisés, ce qui la place à la 199e position des stations de métro pour sa fréquentation cette année-là.

## Services aux voyageurs

### Accès
La station dispose de deux accès, constitués d'escaliers fixes agrémentés de balustrades en fer forgé dans le style Dervaux des années 1930, débouchant de part et d'autre de l'avenue Mozart, au sud du croisement avec la rue du Ranelagh :
- l'accès no 1 « avenue Mozart », orné d'un des rares candélabres Val d'Osne subsistant sur le réseau, se trouvant au droit du no 48 de l'avenue précitée ;
- l'accès no 2 « rue du Ranelagh » se situant face au no 39 de l'avenue.

Accès à la station
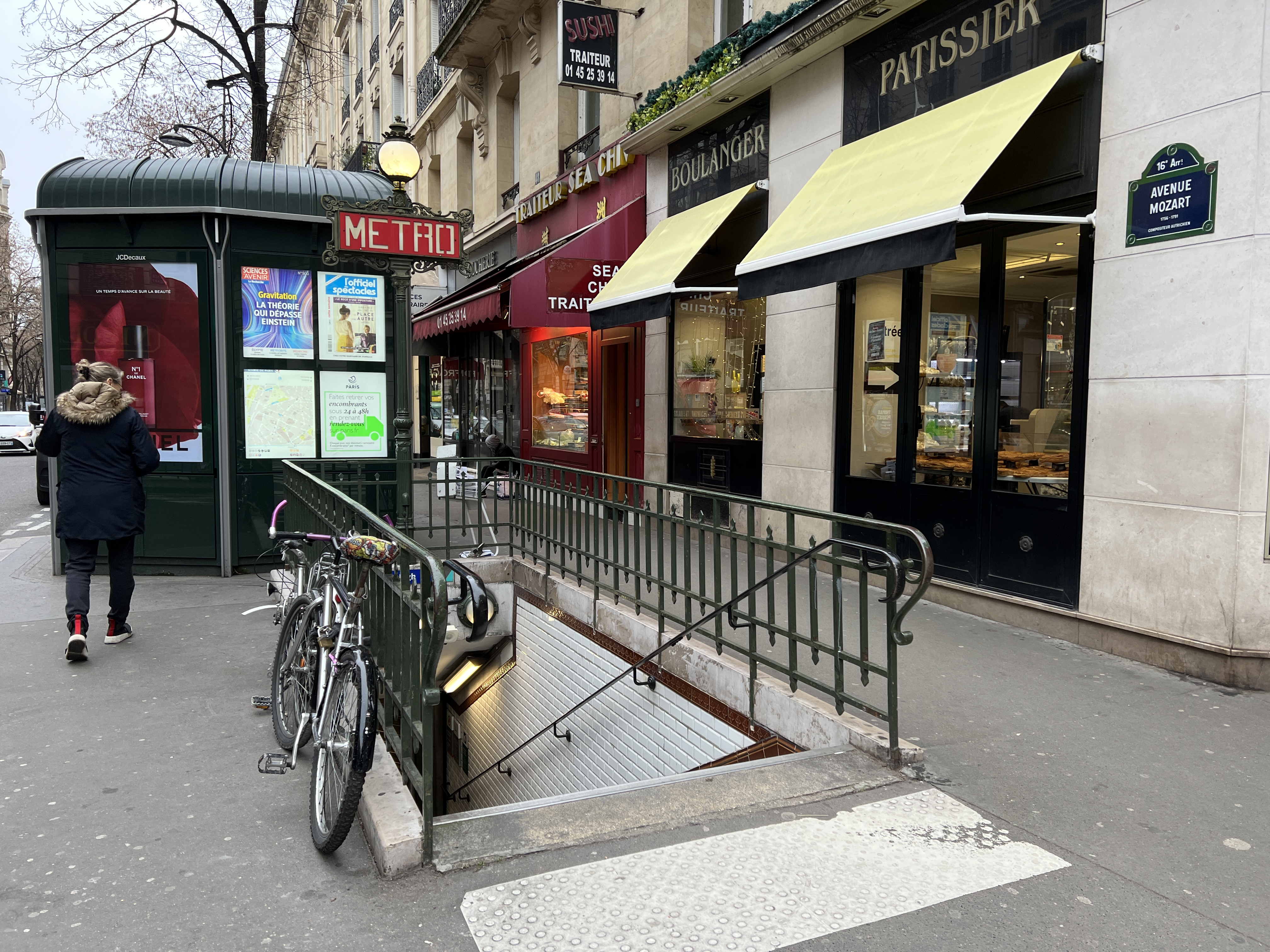
L'accès no 1, « avenue Mozart ».
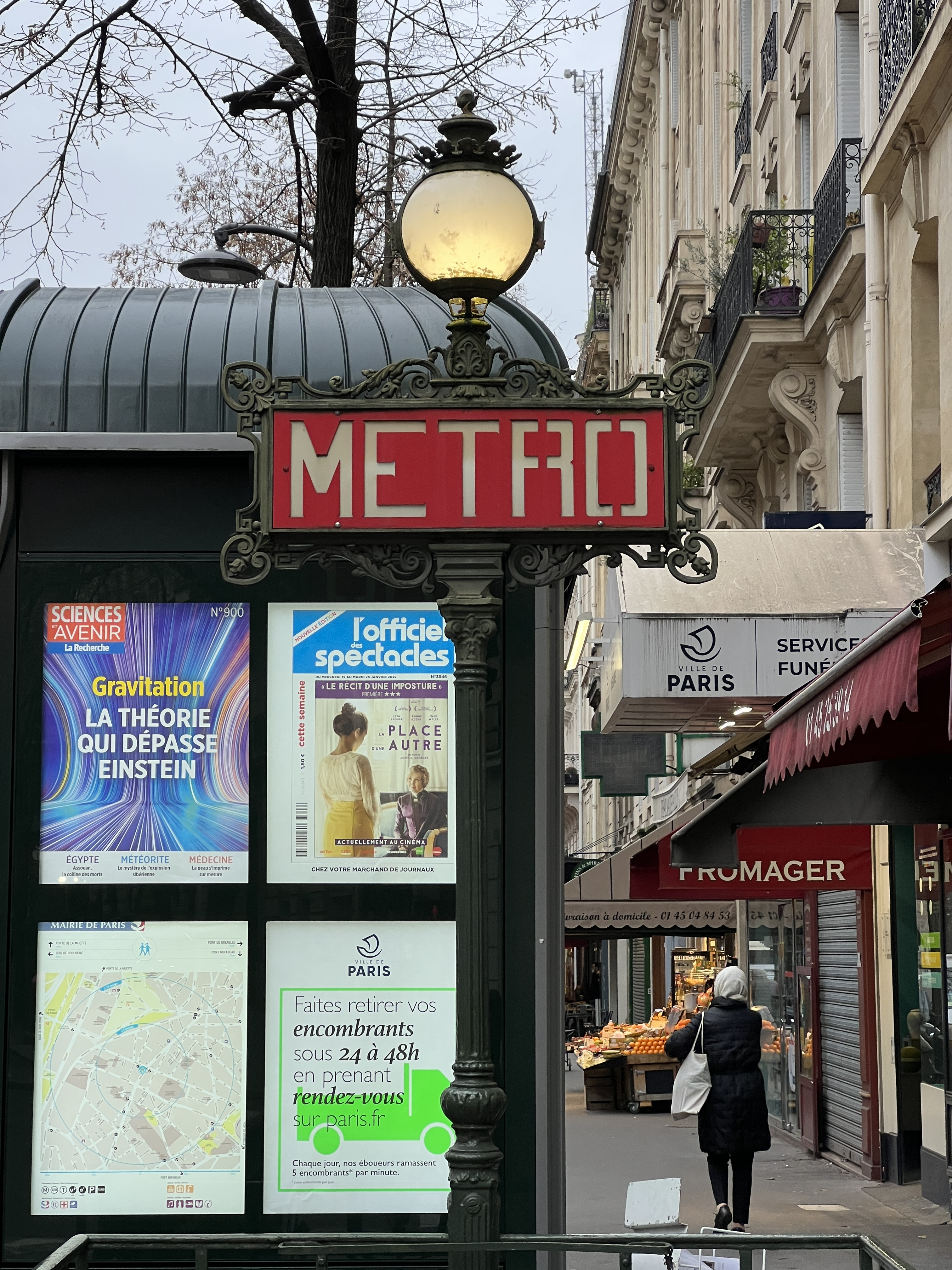
Candélabre Val d'Osne.
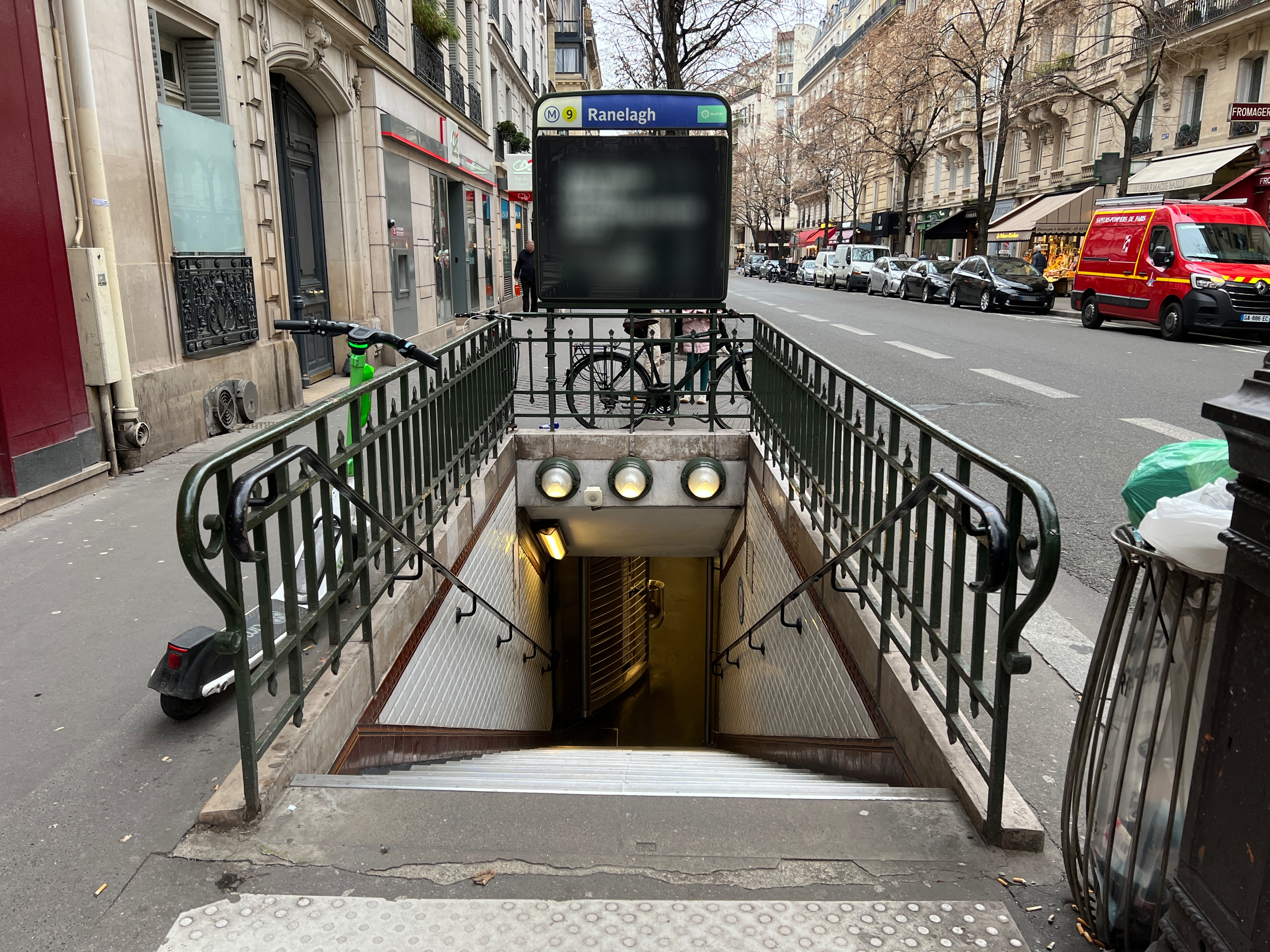
L'accès no 2, « rue du Ranelagh ».

La salle de distribution est aménagée sous la forme d'une mezzanine surplombant les voies, au nord de la station, situation rare que celle-ci ne partage qu'avec les stations La Muette et Jasmin entre lesquelles elle s'intercale. Ainsi, les quais sont visibles depuis le hall et le comptoir d'information.

### Quais
Ranelagh est une station de configuration standard pour le métro de Paris : elle possède deux quais, d'une longueur conventionnelle de 75 mètres, séparés par les voies du métro situées au centre et la voûte est elliptique. La décoration est du style utilisé pour la majorité des stations du métro : les bandeaux d'éclairage sont blancs et arrondis dans le style « Gaudin » du renouveau du métro des années 2000, et les carreaux en céramique blancs biseautés recouvrent les pieds-droits, la voûte ainsi que le tympan. Les cadres publicitaires sont en faïence de couleur miel à motifs végétaux et le nom de la station est également incorporé dans la céramique murale (hormis au droit des locaux techniques et armoires électriques bordant les quais, où il figure en police de caractères Parisine sur des plaques émaillées), selon le style décoratif d'entre-deux-guerres de la CMP d'origine. Les sièges sont du style « Motte » de couleur rouge.
La décoration des quais est ainsi totalement identique à celle de la station voisine Jasmin sur la même ligne.

Quais de la station
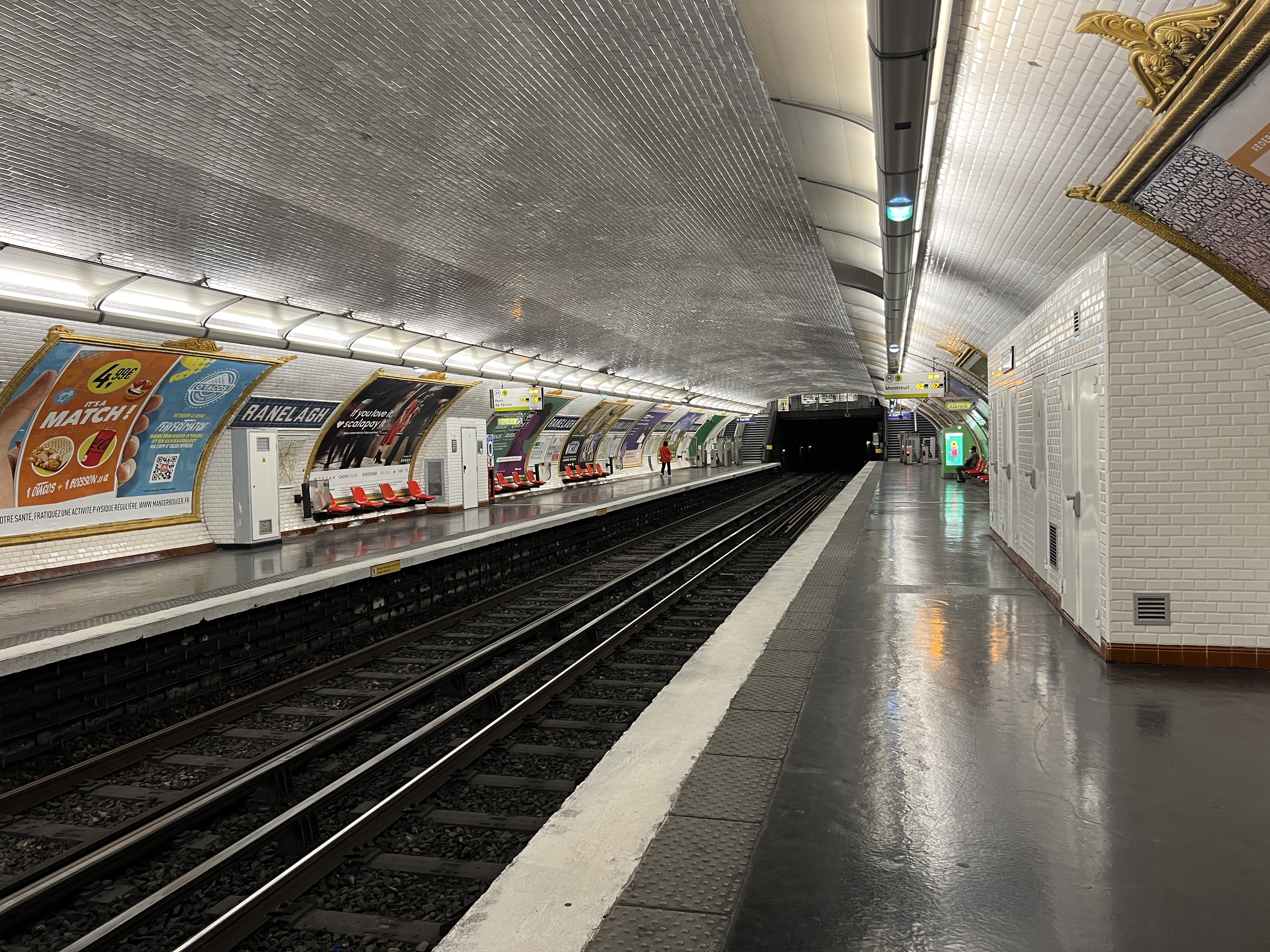
Les quais vus en direction de Mairie de Montreuil.
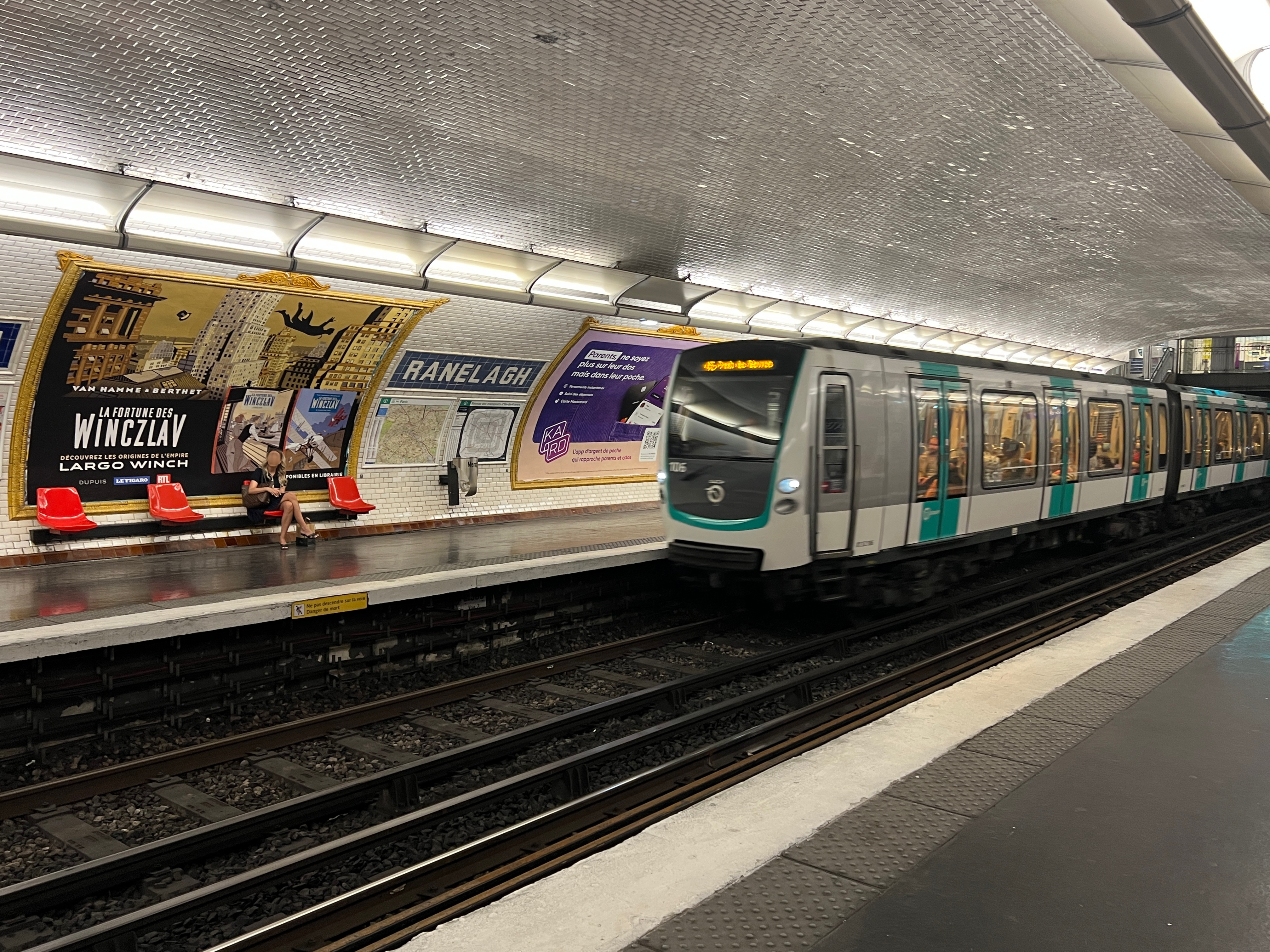
Rame MF 01 entrant en station en direction de Pont de Sèvres.
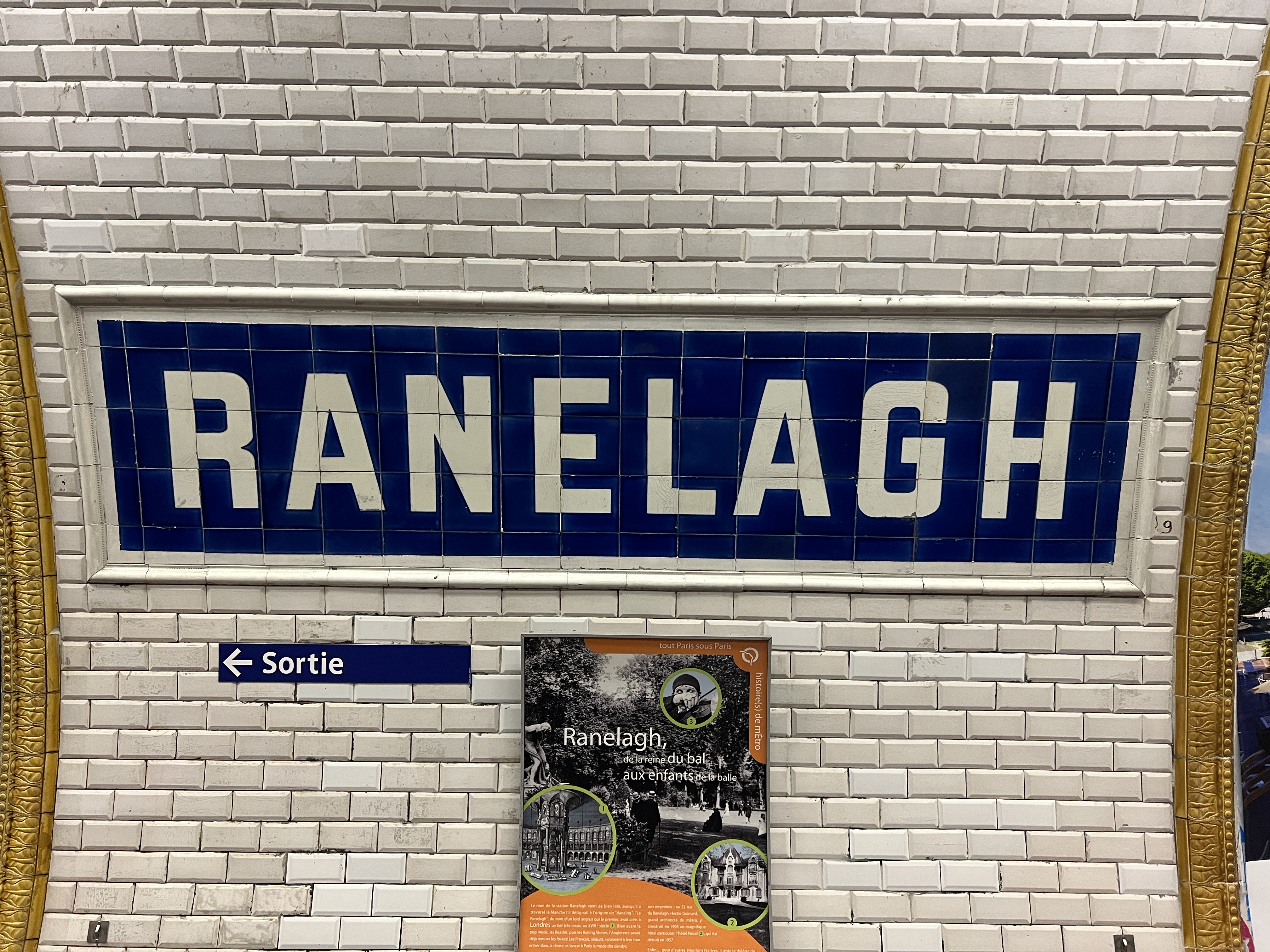
Faïence murale incorporant le nom de la station.

### Intermodalité
La station est desservie par les lignes 22, 52 (en direction d'Opéra uniquement) et 70  du réseau de bus RATP.

## À proximité
- Église Notre-Dame-de-l'Assomption de Passy
- Jardin du Ranelagh
- Petite Ceinture du 16e
- Lycée Molière
- Ambassade des Seychelles
- Ambassade du Suriname
- Ambassade des Philippines
- Ambassade d'Afghanistan
- Ambassade du Gabon
- Théâtre Le Ranelagh
- Square Henri-Collet
- Maison de la Radio et de la Musique